# О’Махони, Джон
Джон О’Махони (англ. John O'Mahony, ирл. Seán Ó Mathúna; 1816, Килбехени, Ирландия — 7 февраля 1877, Нью-Йорк, США) — ирландский революционер, один из основателей движения фениев.

## Биография
О’Махони родился в фермерской семье с давними националистическими традициями (его отец и дядя были членами общества «Объединённых ирландцев» и принимали участи в восстании 1798 года). Его племянник Чарлз Джозеф Кикхем, революционер, писатель и поэт.
Он учился в школе в городе Корке, а после её окончания, несмотря на запрет со стороны ирландской католической церкви, поступил в протестантский Тринити колледж. В нём Джон изучал санскрит, иврит и ирландский язык. Постепенно он включился в политику и поддерживал движение Даниэля О’Коннела, выступавшего за отмену Акта о Союзе 1800 года, объединившего парламенты Ирландии и Великобританию.
Но вскоре он разочаровался в О’Коннеле и вступил в организацию «Молодых ирландцев». В 1848 году О’Махони принял участие в восстании «Молодых ирландцев» и сражался против британской армии в графстве Типперэри. После разгрома восстания и ареста его лидера Уильяма О’Брайена, он ещё некоторое время скрывался на границе графств Килкенни и Уотерфорд, продолжая партизанскую войну против британских властей.

## Эмиграция
Когда стала понятна бессмысленность дальнейшего сопротивления, О’Махони бежал во Францию и до 1852 года жил в Париже в сильной бедности. После он переехал в Нью-Йорк, где в среде ирландских эмигрантов, бежавших в Америку от великого голода 1845—1849 годов, были особенно сильны позиции ирландского национализма. В США О’Махони близко сошёлся с Джеймсом Стефенсом, ещё одним участником восстания 1848 года. Совместно они и основали в США в 1858 году организацию фениев, главной задачей которой изначально был сбор денег среди многочисленной ирландской диаспоры на нужды революционной деятельности в самой Ирландии. В том же году Стефенс вернулся в Ирландию и в день Святого Патрика в Дублине основал ирландский филиал организации. Разгоревшаяся вскоре гражданская война в США показалась фениям хорошим шансом приобрести столь необходимые им боевые навыки. О’Махони вступил в армию Союза и вскоре получил звание полковника в 69-м нью-йоркском пехотном полку, состоявшем преимущественно из этнических ирландцев. В этом же полку служил и другой известный ирландский националист — Томас Мигер, также участвовавший в восстании «Молодых ирландцев».
После войны О’Махони вернулся к борьбе с британской короной. Несколько миллионов долларов, собранных фениями, пошли на организацию восстания в Ирландии 1867 года и рейдов вооружённых отрядов фениев на территорию Канады. Умер он в Нью-Йорке в 1877 году и был похоронен в Дублине на кладбище Гласневин.